# Takracetus
Takracetus був примітивним китоподібним, який жив приблизно 45 мільйонів років тому. Типовий зразок (GSP-UM 3041) є частковим черепом, хоча в літературі згадується другий більш повний зразок.